# Катарина Ребрача
Катарина Ребрача (Њујорк, 1. октобра 1972) је бивша манекенка, водитељка, глумица, један од власника агенције „К моделс“ и Фондације за борбу против рака дојке.
Ћерка је хокејаша Николе Ребраче и Споменке Богуновић која је позната под алиасом Сандрина Вагнер (Wagner). У Њујорку је живела до пете године, када се преселила у Београд. Шест година касније са мајком је прешла у Лос Анђелес, а потом у Њујорк, где је започела манекенску каријеру. У Београд се вратила 2000. године, када је основала модну агенцију и Фондацију за борбу против рака дојке. 
На ТВ Фокс водила је ток-шоу „Катарина“. Опробала се и као глумица - као девојчица заиграла је у филму „Анђела, љубави моја“ Роберта Дивала, а глумила је у „Вашару таштине“ Брајана де Палме. 
Ухапшена је 8. априла 2010 са мајком Споменком и још три особе, под оптужбом да је проневерила новац Фондације за борбу против рака дојке. Укупна свота проневереног новца је 37.000.000 динара. У притвору Окружног затвора у Београду је провела од 7. априла до 15. новембра 2010. Тренутно чека обнову судског процеса.
Из ванбрачне заједнице са Игором Ђурићем има кћерку Антонију. 